# Roland Hoffmann (Theologe)
Roland Hoffmann (* 14. Mai 1938 in Brieg) ist ein lutherischer Theologe und emeritierter Landesbischof der Evangelisch-Lutherischen Kirche in Thüringen.

## Werdegang
Roland Hoffmann war von 1965 bis 1976 als Pfarrer in der Kirchengemeinde Großbreitenbach tätig. 1976 übernahm er das Amt des Superintendenten der Superintendentur Dermbach in der Thüringischen Rhön, bevor er 1988 die Ernennung zum Oberkirchenrat für den Aufsichtsbezirk Süd (Kreiskirchenamt Meiningen) der Thüringischen Landeskirche erhielt.
Im Jahre 1992 wurde Hoffmann als Nachfolger von Werner Leich zum Landesbischof der Evangelisch-Lutherischen Kirche in Thüringen (Amtssitz: Eisenach) gewählt und war als solcher bis zu seiner Emeritierung im Jahre 2001 im Amt. Sein Nachfolger wurde Christoph Kähler.

## Sonstige Funktion
1994 bis 2000 war er Stellvertreter des Leitenden Bischofs der Vereinigten Evangelisch-Lutherischen Kirche in Deutschland (VELKD).

## Publikationen
- Predigtmeditationen und Lesepredigten in verschiedenen Reihen
- Vom Wert der Seelsorge, in: Gott glauben – gestern, heute und morgen, 1997